# Vincent Wagner
Vincent Wagner (* 5. April 1986 in Nordhausen) ist ein ehemaliger deutscher Fußballspieler und heutiger Fußballtrainer. Er ist seit der Saison 2025/26 Cheftrainer der SV Elversberg.

## Karriere als Spieler

### Rot-Weiss Essen
Im Sommer 2007 wechselte der damals 21-jährige Wagner vom Verbandsligisten FC Eintracht Schwerin zu Rot-Weiss Essen in die Regionalliga. Zuvor hatte der Angreifer in der Verbandsliga Mecklenburg-Vorpommern in 26 Spielen 24 Treffer erzielt und 14 Tore vorbereitet.
In Essen durchlebte Wagner mit Zwangsabstieg in die NRW-Liga wegen Insolvenz des Vereins und direktem Wiederaufstieg in die Regionalliga sämtliche Höhen und Tiefen der jüngeren Vereinsgeschichte. Während seiner Zeit in Essen wechselte Wagner von der Mittelstürmerposition zur Innenverteidigung.
Trotz eines gültigen Vertrages wurde Wagner nach sieben Jahren bei RWE im Sommer 2014 von der neuen sportlichen Leitung des Vereins ausgemustert.
Nach weiteren Stationen beim FC Kray und KFC Uerdingen 05 beendete Wagner 2017 seine aktive Karriere als Spieler. In der Folge spielte er gelegentlich noch bei RuWa Dellwig.

## Karriere als Trainer
Wagner begann seine Trainerlaufbahn 2014 beim FC Kray in der U19-Mannschaft als Co-Trainer von Muhammet Isiktas. 2017 wechselte er ebenfalls als Co-Trainer zur U19 vom VfL Bochum. Dort übernahm er auch die Koordination zwischen Profimannschaft und den A-Junioren. Nach der Vertragsauflösung von Joseph Laumann und Beurlaubung von Ismail Atalan wurde Wagner im Oktober 2017 zum Co-Trainer der Profimannschaft des VfL befördert.
2018 übernahm Wagner beim MSV Duisburg in der U14 erstmals den Posten als Cheftrainer. Mit der U15 wurde er Meister in der Regionalliga West.

### Rot-Weiss Essen
Wagner wechselte 2021 ins Nachwuchsleistungszentrum von Rot-Weiss Essen und erreichte mit der U19 den sechsten Platz in der Bundesliga-Staffel West und konnte zudem den Gewinn des Niederrheinpokals und den damit verbundenen Einzug in den DFB-Pokal feiern. Zudem betreute er als Co-Trainer die erste Mannschaft in den letzten beiden Spieltagen in der Regionalliga-West. Nach der Saison wurde der Vertrag mit Rot-Weiss Essen auf Wunsch Wagners aufgelöst. In der Folge wechselte er zur TSG 1899 Hoffenheim.

### TSG 1899 Hoffenheim
Bei der TSG 1899 Hoffenheim übernahm Wagner zur Saison 2022/23 den Cheftrainerposten  der U23. Unter seiner Leitung belegte die TSG in den beiden folgenden Spielzeiten in der Regionalliga Südwest jeweils Rang drei und scheiterte dabei knapp am Aufstieg in die 3. Liga. In der Saison 2024/25 sicherte sich seine Mannschaft dann aber souverän die Meisterschaft und stieg in die dritte Liga auf. Nach der Saison wurde der Vertrag mit Hoffenheim auf Wagners Wunsch aufgehoben.

### SV Elversberg
Zur Saison 2025/26 übernahm Wagner den Posten als Cheftrainer beim Zweitligisten SV Elversberg als Nachfolger von Horst Steffen. Sein Vertrag läuft bis Sommer 2028.

## Erfolge
Als Spieler
- Meister der NRW-Liga und Aufstieg in die Regionalliga West: 2011 (Rot-Weiss Essen)
- Meister der Oberliga Niederrhein und Aufstieg in die Regionalliga West: 2017 (KFC Uerdingen 05)
- Niederrheinpokalsieger (2): 2011, 2012 (alle Rot-Weiss Essen)

Als Cheftrainer
- Meister der Regionalliga Südwest und Aufstieg in die 3. Liga: 2025 (TSG 1899 Hoffenheim II)

## Privates
Vincent Wagner ist verheiratet und hat drei Töchter. Er ist Gymnasiallehrer für Sport und Geschichte und unterrichtete früher am  Leibniz-Gymnasium in Essen.